# سسک چیف‌چاف ایبری
سسک چیف‌چاف ایبری (نام علمی: Phylloscopus ibericus) گونه‌ای از سسک برگی بومی پرتغال، اسپانیا و شمال آفریقا، در غرب خطی است که تقریباً از پیرنه غربی از میان کوه‌های مرکزی اسپانیا تا اقیانوس اطلس امتداد دارد.
در گذشته، به اشتباه به عنوان Phylloscopus brehmii ذکر شده است.